# Египетская папирусная лодка
Папи́русная ло́дка — древнеегипетский корабль из папируса, один из самых древних в мире.
Поначалу он представлял собой всего лишь папирусный плот, а приблизительно к 3500 году до н. э. это уже был корабль. Использовали его почти исключительно для плаваний по Нилу. Его нос и корма были специально приподняты, чтобы легче было перетаскивать через отмели. Но, предусмотрев возможность ещё выше поднимать нос и корму при помощи тросов, египтяне со временем стали выходить на этих кораблях в море.
Египетские парусники строили, связывая папирусные пачки, причем снаружи располагали самые толстые из них. Парус был квадратный, полотняный или из папируса. Он держался на двух реях, связанных в одну длинную, которая крепилась на двуногой мачте.
При движении вниз по Нилу ветер был всегда встречным, а при движении вверх приходилось преодолевать течение, так что парус был полезен. Плоты и суда этого типа используют в Восточной Африке, в Персидском заливе и в Южной Америке по сей день.
Экспедиции Тура Хейердала на папирусных лодках «Ра» (1969 год) и «Ра-2» (1970 год) показали, что папирус выдерживает два месяца плавания в море. Правда, «Ра» затонула раньше, но это было связано с большим волнением на море и с тем, что экипаж не подтянул снасти, управляющие изгибом кормы. На «Ра-2» корма была с самого начала плавания подтянута достаточно высоко. «Ра-2» отплыла из Сафи и через два месяца, перейдя Атлантический океан, достигла Бриджтауна, столицы Барбадоса. Конструктивно «Ра-2» строилась из коротких пачек папируса. Длинные тяжи гораздо меньше впитывают воду. «Ра-2» строили боливийские индейцы аймара, живущие на озере Титикака. Они с древности и до сих пор плавают на таких камышовых судах, называя их тоторас.